# Driving in My Car
"Driving in My Car" är det brittiska ska/popbandet Madness trettonde singel. Text och musik är skriven av bandets pianist Michael Barson.
Låten är en lite parodisk hyllning till Barson's Morris-bil som Madness åkte i till sina tidigaste spelningar. Det är dock inte samma bil som de totalförstör i musikvideon. 
"Driving in My Car" låg på englandslistan i åtta veckor, och nådde som bäst en fjärde placering.
B-sidan "Animal Farm" är i stort sett helt instrumental remix av låten "Tomorrow's Dream" som fanns med på albumet "7". "Riding on My Bike" har samma musik som "Driving in My Car", men sjungs av saxofonisten Lee Thompson, som en hyllning till sin cykel.
"Driving in My Car" finns med på de flesta av Madness samlingsalbum. B-sidorna finns med på samlingsboxen "The Business".

## Låtlista
7" vinyl
1. "Driving in My Car" – 3:16
2. "Animal Farm" ("Tomorrow's Dream" warp mix) – 4:02

12" vinyl
1. "Driving in My Car" – 3:16
2. "Animal Farm" ("Tomorrow's Dream" warp mix) – 4:02
3. "Riding on My Bike" – 4:32